# Під загрозою (фільм)
Під загрозою (англ. Endangered) — американський бойовик.

## Сюжет
Банда торговців наркотиками на чолі з напівбожевільним покидьком Річардом, відомим у міжнародному злочинному світі, регулярно забирає в лісі «товар», що скидається з літака. Під час чергової операції вони вбивають поліцейського в штатському, одруженого з симпатичною дівчиною. Дарма вони це зробили: дівчисько, що виросла в сім'ї морських піхотинців, виявилася чимось на зразок Рембо у спідниці. Дія навороченного бойовика відбувається в дуже мальовничій гірській місцевості.

## У ролях
| Актор          | Роль          |
| -------------- | ------------- |
| Сандра Хесс    | Кейт          |
| Рік Айелло     | шериф Ширлі   |
| Крейг Алан     |               |
| Дейл Дай       |               |
| Рене Естевез   |               |
| Річард Хенч    | Річард        |
| Мартін Коув    | Дево          |
| Кент МакЛахлан | Ніл           |
| Тім Куілл      |               |
| Пол Романелло  | Полі, коронер |